# IC 2428
IC 2428 — галактика типу Sc (компактна спіральна галактика) у сузір'ї Рак.
Цей об'єкт міститься в оригінальній редакції індексного каталогу.